# Pecocha
Pecocha es una persona legendaria que forma parte del folclor de varios pueblos indígenas de Oaxaca, en especial de la cultura zapoteca. Su origen se remonta al México de la época prehispánica. Se cree que fue un sacerdote de Quetzalcoatl y se le tiene como un hombre virtuoso que tuvo un gran impacto cultural en los pueblos indígenas de Oaxaca. La leyenda cuenta que realizó muchas obras importantes como la enseñanza de la orfebrería, el grabado en piedra, la construcción de templos y popularmente se cree que fue quien plantó los ahuehuetes del valle de Oaxaca incluido el famoso y milenario árbol del Tule.
Sus obras y su personalidad tienen paralelismos con otro personaje legendario de Mesoamérica, Quetzalcoatl pero no debe ser confundido con este. Ya que Pecocha es un personaje único de Oaxaca, cuya leyenda dice que llegó del poniente, por el óceano Pacífico, mientras que Quetzalcoatl llegó por el oriente proveniente del Golfo de México. 

## Nombre
La palabra pecocha puede ser traducida como «aire húmedo» de pe, «aire»; y cocha «humedad de la tierra para sembrar» en zapoteco antiguo o zapoteco colonial. En zapoteco istmeño moderno sería bicudxe. Otra posible traducción es «profeta», donde la palabra pecocha derivaría de Pecooticha también en zapoteco colonial. Donde pe viene de penne, «gente»; coo, «el que mete» o «metedor»; y ticha, «palabra». El misionero católico Juan de Cordova registró en su vocabilario de lengua zapoteca del siglo XVI pecocha como «vara».

## Leyenda
Forma parte de la tradición oral de los pueblos indígenas oaxaqueños desde la época prehispánica. Su primer registro escrito se produjo en la época colonial por el cura Francisco de Burgoa en el siglo XVII. Según la leyenda Pecocha llegó en un barco desde el poniente, por el océano Pacífico y desembarcó en Huatulco en el siglo VI d. C. En donde colocó una cruz, la cual los lugareños tuvieron en mucha estima. Dicha cruz sobrevivió hasta el siglo XVI cuando el corsario Tomás Cambric, en 1587, quiso quemarla, sin conseguir su intento. Sin embargo fue destruida por los españoles en la época colonial para acabar con las creencias de los indígenas.
Pecocha convivió con muchos pueblos indígenas de Oaxaca en especial con los zapotecas, mixes y chatinos. Los relatos describen a Pecocha como un hombre virtuoso, bondadoso, humanitario, sobrio, industrioso, sabio, prudente y justo. Enseñó su doctrina espiritual y dictó leyes justas. A la vez que enseñó el arte de la orfebrería y del grabado en piedra. Por todas estas virtudes los pueblos indígenas que lo conocieron lo tuvieron como un ser extraordinario. Además, en la actualidad se cree que Pecocha fue quien plantó el famoso árbol del Tule así como muchos otros de los ahuehuetes del valle de Oaxaca.
Debido a su sensibilidad y humanidad Pecocha prohibió los sacrificios humanos y de animales. Según la leyenda esto podría explicar la poca presencia de sacrificios humanos en Oaxaca al momento de la llegada de los españoles en el siglo XVI d. C. en comparación con otros pueblos indígenas de México donde el sacrificio humano era común, por ejemplo los aztecas. 
En la nación chatina en el arco del templo de Zentzontepec Pecocha dejó sus manos pintadas de rojo y un grabado con letras que parecían griegas. En el istmo de Tehuantepec Pecocha grabó su imagen en el cerro de Quietabeñe, hoy la Magdalena Tlacotepec. A dicha escultura los lugareños llamaron Guixepecocha y construyeron un templo en su honor. El cual fue destruido por los españoles en la época colonial. La leyenda dice que Pecocha desapareció en el Cerro Encantado de la isla de Monapoxtiac en la Laguna Superior. Su culto sobrevivío hasta los primeros años de la colonización española (siglo XVI d. C.) cuando los españoles reprimieron las creencias atóctonas para convertir a los indígenas al catolicismo.

## Relación de Pecocha con Hui Shen
El historiador oaxaqueño Manuel Martínez Grácida concluyó que Pecocha fue en realidad el monje budista Hui Shen de origen afgano-chino. Basó sus conclusiones en la posible llegada de un grupo de monjes budistas chinos a México en el siglo VI. d. C.. Como también lo afirmó el historiador francés Joseph de Guignes. Hui Shen pudo haber llamado a México Fusang. Esta teoría forma parte de los contactos transoceánicos precolombinos.
Cabe mencionar que las virtudes de Pecocha adjudicadas por los pueblos indígenas coincide con elementos de la religión budista como la bondan, y la no violencia, así como la falta de sacrificios a fin de evitar el sufrimiento de los seres vivos. 